# Hans Schäfer
Hans Schäfer (ur. 19 października 1927 w Kolonii, zm. 7 listopada 2017 tamże) – niemiecki piłkarz, napastnik. Mistrz świata z roku 1954.
W latach 1948–1965 był zawodnikiem 1. FC Köln. Z klubem z Kolonii został mistrzem Niemiec w 1962 i 1964 (debiutancki sezon Bundesligi), w 1963 ogłoszono go piłkarzem roku w Niemczech.
W reprezentacji Niemiec zadebiutował 9 listopada 1952 w meczu ze Szwajcarią. Do 1962 rozegrał w narodowym zespole 39 spotkań i strzelił 15 goli. Podczas MŚ 1954 miał pewne miejsce w podstawowym składzie i zdobył w tym turnieju 4 bramki. Brał udział w MŚ 1958 (czwarte miejsce) oraz MŚ 1962. Podczas obu mundiali pełnił funkcję kapitana zespołu. Jego ostatnim reprezentacyjnym występem był przegrany ćwierćfinał MŚ 62 z Jugosławią.